# ایندیپندنس، شهرستان کالاوراس، کالیفرنیا
ایندیپندنس (به انگلیسی: Independence) یک منطقهٔ مسکونی در ایالات متحده آمریکا است که در شهرستان کالاوراس، کالیفرنیا واقع شده‌است. ایندیپندنس ۸۰۱ متر بالاتر از سطح دریا واقع شده‌است.